# Sistema D6
El sistema D6 es un sistema de juego de rol basado exclusivamente en el uso de dados de seis caras («D6» según la notación usual de los juegos de rol) y cuyos derechos de explotación pertenecen a la editorial estadounidense West End Games.

## Historia
Al principio este sistema de juego fue creado por Sandy Petersen, Lynn Willis y Greg Stafford, que aunque eran diseñadores de los juegos de la editorial Chaosium idearon el sistema para Los Cazafantasmas (1986), un juego de rol de otra editorial: West End Games. El sistema D6 se popularizó sobre todo a partir de la aparición del juego de rol Star Wars (también de West End Games) al año siguiente, en 1987. El sistema de juego de Star Wars estaba ya enteramente constituido por el sistema D6. En 1996 West End Games publicó el primer sistema de juego genérico basado en el sistema D6: The D6 System: The Customizable Roleplaying Game, extrapolado de Star Wars y Los Cazafantasmas de un modo similar a como el sistema llamado Basic Role-Playing (1980) fue extrapolado de RuneQuest (1978).
Cuando entró en bancarrota en 1998 West End Games fue vendida a la editorial francesa de cómics Yeti (propietaria de Humanoides Asociados). Puesto que Humanoides Asociados era propietaria de los derechos de su universo de space opera La casta de los Metabarones no le fue difícil editar en 2001 un juego de rol de los Metabarones basado en el sistema D6: The Metabarons Roleplaying Game. De esta época también surgió una versión primitiva de otro sistema genérico basado en el sistema D6: D6 Adventure, publicado en internet en formato PDF. Pero en 2003 West End Games fue vendida por Yeti a The Purgatory Publishing, quien publicó D6 Adventure en formato de libro en 2004.
Eric Gibson, actual propietario de West End Games desde julio de 2009 (junto a The Purgatory Publishing) ha puesto el sistema D6 en acceso libre bajo el título Open D6 (D6 Abierto) una versión modificable de licencia de juego abierto (u OGL, del inglés Open Game License). Debido a que la página oficial de West end Games no está actualizada, todo el material de D6 Abierto (Open D6) está gratuitamente disponible en Sycarion Diversions.

## Sistema de juego
Este sistema de juego está basado en la atribución de un cierto número de dados a las características y habilidades de los personajes jugadores. La resolución de las acciones se lleva a cabo obteniendo en cada tirada un resultado igual o superior a un valor expresado en puntos de dificultad, dificultad determinada por el director de juego siguiendo lo estipulado por la reglas del juego. Cuantos más dados tiene un personaje en una habilidad mayores posibilidades tiene su jugador de superar las dificultades que se presentan al realizar acciones que requieran dicha habilidad. En este sistema de juego la notación de los dados se hace mediante la simple letra «D» precedida del número de dados requeridos en la tirada. Ninguna otra cifra sigue a la letra «D» para indicar un número de caras de dado, pues todos los dados que requiere este sistema de juego tienen seis caras y no es necesario señalar el número de estas. Por ejemplo un jugador de Star Wars (edición de 1987 a 1999) quiere reparar su nave espacial y dispone de cuatro dados más un punto (4D+1) en la habilidad «reparar naves espaciales» (4D+1 se lee «cuatro dados más uno» en la notación abreviada del sistema D6). Según los daños o las averías recibidos por la nave durante la partida (o durante una partida precedente) el director de juego determina una dificultad más o menos elevada. El juego aconseja la siguiente escala de números de dificultad:
- De 3 a 5: tarea muy fácil
- De 6 a 10: tarea fácil
- De 11 a 15: tarea de dificultad moderada
- De 16 a 20: tarea difícil
- De 21 a 30: tarea muy difícil

Si los daños causados en la nave son lo bastante graves el director de juego podrá, por ejemplo, determinar una dificultad de 15. La tirada de dados del jugador en su habilidad «reparar naves espaciales» (4D+1 siguiendo el ejemplo citado) resultará de la suma obtenida al tirar los cuatro dados de seis caras (4D+1) más el punto adicional que se ha de sumar al total (4D+1). Para que a efectos de juego la nave espacial vuelva a estar en condiciones normales el resultado de la tirada del jugador debe ser igual o superior a la dificultad que el director de juego había establecido: 15.
En el caso del juego de rol Star Wars de West End Games los puntos adicionales de las habilidades son sólo uno o dos, el tercero se convierte siempre en un dado suplementario. Si por ejemplo un jugador tiene un personaje con 3D+1 en la habilidad «negociar» el sistema de reglas de experiencia le permitirá, con el tiempo, aumentar su habilidad a 3D+2. En cambio, un nuevo aumento del grado de habilidad supondrá pasar, no a un grado de 3D+3 sino a uno de 4D, pues tres puntos adicionales se convierten en un dado más para la habilidad. Las etapas siguientes en el perfeccionamiento de esa habilidad, si las hay, serán pues de 4D+1, 4D+2, 5D, 5D+1, 5D+2, 6D, 6D+1 etc.

## Juegos de rol basados en el sistema D6 Abierto (Open D6)

### West End Games
- Ghostbusters: A Frightfully Cheerful Roleplaying Game[1] (1986)
- Star Wars[2] (1987)
- Ghostbusters International[3] (1989, segunda edición de Ghostbusters: A Frightfully Cheerful Roleplaying Game)
- The D6 System: The Customizable Roleplaying Game (1996)
- Indiana Jones Adventures (1996, conversión en sistema D6 del juego de rol The World of Indiana Jones de 1994)
- Men in Black RPG (1997)
- Hercules & Xena Roleplaying Game (1998)
- Stargate SG-1 role playing game (1999, proyecto abandonado en el momento de la bancarrota de West End Games)

### Humanoides Asociados
- DC Universe (1999)
- The Metabarons Roleplaying Game (2001)
- D6 Adventure (2003, en formato de PDF)

### The Purgatory Publishing
- D6 Adventure (2004, en formato de libro)
- Septimus (2008, proyecto abandonado por recorte de presupuestos)

### 7ème Cercle
- Z-Corps, juego de rol francés 2011.

### Holocubierta Ediciones
- First Contact: Xcorps. Juego de rol español, 2014.

## Otros sistemas de juego
Otros juegos de rol han estado basados en tiradas de dados de seis caras pero sin usar el sistema D6 propiamente dicho. El Señor de los Anillos, el juego de rol utiliza, por ejemplo, exclusivamente dados de seis caras denominándose a estas reglas sistema coda y el juego de rol español Plenilunio también utiliza dados de 6 caras.
Otros sistemas de reglas, en los juegos de rol, que utilizan otros tipo de dados son, por ejemplo, el sistema narrativo (Storyteller System) basado en dados de 10 caras que utilizan varios juegos como Vampiro: La Mascarada , o el sistema Juego de Rol Básico o Basic Role-Playing, basado en el dado de cien que utilizan juegos como La Llamada de Cthulhu.

## Juegos en español en sistema D6
En los años 90 la hoy en día desaparecida editorial barcelonesa Joc Internacional tradujo y publicó en español dos juegos de rol basados en el sistema D6 y posteriormente Holocubierta Ediciones entre los años 2012 y 2014 ha publicado otros 2:
- Star Wars, traducido del inglés y publicado en abril de 1990.[4]
- Los Cazafantasmas, traducido del inglés y publicado en marzo de 1992.[5]
- Z-Corps, traducido del francés y publicado por Holocubierta en 2012.
- First Contact: Xcorps. Aunque parezca extraño porque el título es en inglés es un juego de rol español publicado por Holocubierta en 2014.

Nótese que desde que en verano de 2009 el sistema D6 ha entrado en licencia abierta algunos juegos amateurs, en formato de pdf, han sido creados directamente en lengua española.